# 帯域制限 (携帯電話)
携帯電話における帯域制限や通信速度制限とは、スマートフォンの普及や携帯電話網を利用したPC向けデータ通信ユーザーの拡大に伴うモバイルネットワークの混雑対策の一環として実施している通信量が多い客の通信制限である。

## 概説
一定量以上の通信を行っているユーザーを対象に通信速度を制限することで、多くのユーザーが快適に通信できるようにするための措置として、携帯電話各社が実施している。
あくまでネットワークの混雑状況などに左右されるため、仮に帯域制限の条件に該当した場合でも、必ずしも全時間にわたって速度制限が実施されるわけではないという点に注意が必要である。また、公衆無線LANサービスを利用した通信などは基本的に帯域制限の対象となる通信としてカウントされない。
近年は基準を明示せずに曖昧に実施している。

## 携帯電話各社の実施状況
以下に記述する携帯電話各社の帯域制限の実施状況は全て、携帯電話各社が公式ホームページで公表している内容である。

### NTTドコモ

#### 3G（フィーチャーフォン、スマートフォン、パソコン向けデータ通信プラン）
- 実施条件：当日を含む直近3日間のパケット通信量が300万パケット（366MB）以上
- 実施期間：詳細は回答できないものの、直近3日間の利用状況やネットワークが混雑している時間・場所によって期間を定めず一時的に制御

#### 4G（Xiデータ通信）
過去には帯域制限を実施していたが2014年12月22日に「3日間で1GB」の帯域制限（通信規制）を廃止。ただし、Xiデータプランフラットは、当月利用のデータ量が7GBを超えた場合、当月末まで通信速度が送受信時最大128kbpsになる。

#### 5G
当日を含む直近3日間のデータ利用量が特に多い客は、それ以外の客と比べて通信が遅くなる。一定時間内または1接続で大量のデータ通信があった場合、長時間接続した場合、一定時間内に連続で接続した場合は、その通信が中断されることがある。

### KDDI

#### スマートフォン（3G）
- 実施条件：前日までの（＝当日を含まない）直近3日間のパケット通信量が300万パケット以上
- 実施期間：24時間
- 備考：「htc EVO ISW11HT」などでモバイルWiMAXを利用した通信は含まず

#### フィーチャーフォン（3G）
- 実施条件：前々月に300万パケット以上
- 実施期間：21時～翌1時

#### 4G
一定期間内に大量の通信をした場合は、混雑する時間帯の通信速度制限がかかる。動画・クラウドゲームなどの、大量のデータ通信または長時間接続をともなうサービスを利用した場合は、4Gスマートフォンでの一般的なご利用（例：HD画質での動画視聴等）に支障のない範囲で通信速度を制限するが、通信の切断は行わない。

#### 5G
一定期間内に大量の通信をした場合は、混雑する時間帯の通信速度制限がかかる。動画・クラウドゲームなどの、大量のデータ通信または長時間接続をともなうサービスを利用した場合は、ネットワークの混雑状況などに応じて制限する。

### ソフトバンクモバイル

#### スマートフォン（3G）
- 実施条件：前々月の月間パケット数が1000万パケット以上
- 実施期間：1ヶ月間

#### フィーチャーフォン（3G）
- 実施条件：前々月の月間パケット数が300万パケット以上
- 実施期間：1ヶ月間

#### パソコン向けデータ通信プラン（3G）
- 実施条件：前々月の月間パケット数が3000万パケット以上（自社ネットワーク利用時）
- 実施期間：1ヶ月間

### イー・モバイル

#### 3G
- 実施条件：24時間ごとに300万パケット以上
- 実施期間：当日21時 - 翌日2時
- 備考：ウェブや動画の閲覧、VoIPなどについてはユーザーの利便性を考慮して利用上影響がない程度に制御を実施

### UQコミュニケーションズ

#### モバイルWiMAXサービスの全プラン（au携帯電話の+WiMAXも含む）
- 2015年4月1日から - 直近3日間に利用した通信量が合計3GB以上の場合、ネットワーク混雑時間帯に通信速度が概ね1Mbpsの制限を行う。 [4]
- 2017年2月2日から - 直近3日間に利用した通信量が合計10GB以上の場合、ネットワーク混雑時間帯に通信速度が概ね1Mbpsの制限を行う。 [5]
- 2021年11月25日から - 直近3日間に利用した通信量が合計15GB以上の場合、ネットワーク混雑時間帯に通信速度が概ね1Mbpsの制限を行う。
- 2022年2月1日から - 一定期間内に大量のデータ通信の利用があった場合、混雑する時間帯の通信速度を制限する。

### 楽天モバイル
公平にサービスを提供するため通信速度の制御を行う場合がある。
基準は公表されていないが、報道によると、以下のようなルールで運用していた。
- 2020年4月当初頃から - 1日間に利用した通信量が10GB以上の場合、1Mbpsの制限を行う。
- 2020年4月末頃から - 1日間に利用した通信量が10GB以上の場合、3Mbpsの制限を行う。
- 2020年10月頃から - 基準が曖昧化した。